# Brie (Ille-et-Vilaine)
Brie település Franciaországban, Ille-et-Vilaine megyében. Lakosainak száma 1014 fő (2022. január 1.). Brie Chanteloup, Corps-Nuds, Janzé és Saulnières községekkel határos.

## Népesség
A település népességének változása:
| Lakosok száma | 504  | 512  | 576  | 761  | 850  | 914  | 950  | 1006 | 1010 | 1014 |
|               | 1968 | 1982 | 1990 | 2006 | 2013 | 2015 | 2017 | 2019 | 2020 | 2022 |